# Луї Фердинанд (принц Пруссії)
Луї Фердинанд Віктор Едуард Адальберт Міхаель Губерт Прусський (нім. Louis Ferdinand Victor Eduard Adalbert Michael Hubertus von Preußen; 9 листопада 1907, Потсдам — 26 вересня 1994, Бремен) — прусський принц, голова прусської королівської династії Гогенцоллернів (1951—1994), претендент на німецький і прусський трон, бізнесмен і меценат.

## Біографія
На момент народження Луї Фердинанд був третім із спадкоємців німецького трону: першим був його батько кронпринц Вільгельм, другим — його старший брат Вільгельм. В 1918 році монархія впала після революції. В 1933 році від своїх прав на трон відмовився брат Луї Фердинанда, пізніше загинув у Франції в 1940 році. Таким чином, після смерті Вільгельма ІІ і батька Луї Фердинанд став наступним претендентом.
Луї Фердинанд отримав освіту в Берліні. Він багато подорожував і на деякий час проживав Детройті, де підтримував Генрі Форда і познайомився з Франкліном Рузвельтом. Після відзиву із США через зречення старшого брата був залучений в німецьку авіаційну промисловість. 
Під час Другої світової війни служив у люфтваффе, обер-лейтенант. В 1940 році Указом принців Адольф Гітлер заборонив йому брати участь в військових діях. Після цього Луї Фердинанд відокремився від нацистів. Він не був залучений в антигітлерівську змову 20 липня 1944 року, але мав зв'язки із змовниками, тому був допитаний гестапо.
Після об'єднання Німеччини Луї Фердинанд добився перезахоронення дечки Гогенцоллернів в Потсдамі.

## Нащадки
В 1938 році Луї Фердинанд одружився з великою княжною Кірою Кирилівною, другою донькою великого князя Кирила Володимировича і великої княжни Вікторії Федорівни (Вікторії-Меліти Саксен-Кобург-Готської). У Луї Фердинанда і Кіри Кирилівни народилось чотири сина і три дочки.
- Фрідріх Вільгельм (1939—2015) — відмовився від прав на прусський трон і уклав морганатичний шлюб.
- Міхаэль (1940—2014) — відмовився від прав на прусський трон і уклав морганатичний шлюб.
- Марія Цецілія (1942) — з 1965 по 1989 р.р. перебувала в шлюбі з герцогом Фрідріхом Августом Ольденбургським.
- Кіра (1943—2004).
- Луї Фердинанд (1944—1977) — загинув на військових маневрах, і наступним претендентом став його син Георг Фрідріх, народжений в шлюбі з графинею Донатою Кастель-Рюденхаузен (1950—2015).
- Крістіан-Сигізмунд (1946).
- Ксенія (1949—1992).

## Галерея

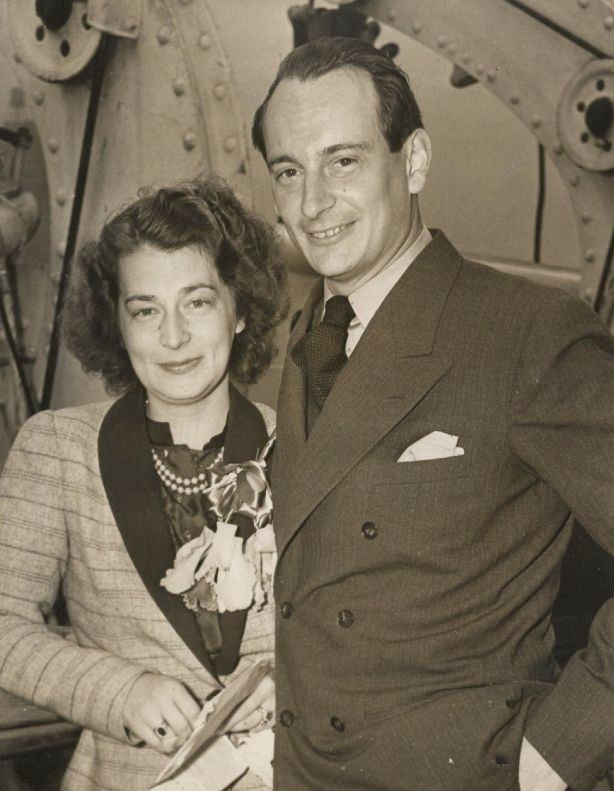
Луї Фердинанд із дружиною (1938).